# قراردادهای نفتی ایران
قراردادهای جدید نفتی ایران (Iran Petroleum Contracts) مشهور به آی‌پی‌سی الگوی قراردادی است که در دوره جدید مدیریت وزارت نفت به وزارت بیژن نامدار زنگنه در دولت یازدهم جمهوری اسلامی ایران به منظور جذاب نمودن قراردادها برای شرکت‌های خارجی طراحی و تدوین شد. مسئول کمیته بازنگری قرادادهای نفتی IPC سید مهدی حسینی است که خود را در برنامه گفتگوی ویژه خبری شبکه دو سیما یک تکنوکرات معرفی کرد. این قراردادها و شرکت‌های خارجی طرف آن، مورد انتقاد شدید کارشناسان منتقد و اصول گرایان قرار گرفته‌اند.

## تاریخچه قراردادهای نفتی
به‌طور کلی قراردادهای نفتی را به سه دسته امتیازی، مشارکتی و خدماتی تقسیم می‌کنند:
قرارداد امتیازی این اختیار را به طرف مقابل می‌دهد تا برای یک مدت طولانی به صورت مورد علاقه از منطقه نفتی بهره‌برداری کند و در نهایت درصدی از سود آن را به کارفرما دهد. این نوع قرارداد که اولین قرارداد نفتی ایران در زمان مظفرالدین شاه بود، در سال ۱۲۸۰ ه. ش با ویلیام ناکس دارسی انگلیسی بسته  و امتیاز اکتشاف، بهره‌برداری، حمل و نقل در سراسر ایران به استثنای پنج استان شمالی به مدت ۶۰ سال به او داده شد. سهم ایران از کل امتیاز دارسی ۱۶ درصد بود. رضا شاه پهلوی این امتیاز را در سال ۱۳۱۱ ه. ش ملغی کرد اما قراردادی از این نوع به نام قرارداد ۱۳۱۲ بست که سهم ایران ۲۰ درصد از کل فروش نفت در نظر گرفته شد. در سال ۱۳۲۹ ه. ش با تلاش‌های محمد مصدق و آیت‌الله کاشانی مجلس شورای ملی قانون ملی شدن صنعت نفت را تصویب کرد. طبق این قانون شرکت نفت ایران و انگلیس منحل شد و طرف خارجی حق مالکیت در هیچ‌کدام از فرایندها را نداشت. پس از کودتای آمریکایی-انگلیسی ۲۸ مرداد ۱۳۳۲ ه. ش نوع جدیدی از قراردادهای نفتی به نام  قراردادهای مشارکتی تشکیل شد(برگرفته از مقاله دانشگاهی سال۱۳۸۶ تکسط مهدی رمیزی پور).
در قراردادهای مشارکتی شرکت‌ها در بخش‌های مختلف نفت با دولت‌ها همکاری کرده و در بخشی از سود فروش نفت سهیم می‌شوند. همه مراحل اکتشاف، استخراج و فروش نفت به شرکت‌های خارجی سپرده شد. مدت این قراردادها تا حدودی کوتاه‌تر از نوع اول و بین ۲۵ تا ۴۰ سال است. یک سال پس از کودتای ۲۸ مرداد قرارداد کنسرسیوم با مجموعه‌ای از شرکت‌ها شامل ۵ شرکت آمریکایی با سهم هرکدام ۸ درصد، شرکت انگلیسی BP با۴۰ درصد سهام به تنهایی، شرکت هلندی انگلیسی Shell با ۱۴ درصد سهام و شرکت فرانسوی Total با ۶ درصد سهام بسته شد و ایران تنها حقی به نام «پرداخت اعلام شده» از کنسرسیوم می‌گرفت.
در سال ۱۳۵۳ ه. ش قراردادهای خدمتی جایگزین نوع قبلی شد. این نوع قرارداد تا سال‌ها پس از انقلاب اسلامی ایران پابرجا بود. در این نوع قراردادها اکتشاف و توسعه در اختیار شرکت‌های خارجی قرار می‌گرفت.

## قراردادهای بیع متقابل
قراردادهای بیع متقابل که جدیدترین نوع قراردادها پس از انقلاب می‌باشد هیچ گونه مالکیتی به شرکت‌های سرمایه‌گذار در صنعت نفت نمی‌دهد و شرکت‌های سرمایه‌گذار تمامی وجوه ناشی از نصب تجهیزات راه اندازی آن و انتقال تکنولوژی را برعهده می‌گرفتند. مشکل این نوع قراردادها این بود که هر چقدر پیمانکار بیشتر هزینه می‌کرد بیشتر پاداش می‌گرفت بدون نیاز به افزایش تولید و هیچگونه ضمانتی برای همکاری با شرکت‌های بزرگ نفتی از آن‌ها گرفته نمی‌شد.

## کاربرد قرارداد بیع متقابل
در این قراردادها در عین حال که می‌توان دانش فنی و تجهیزات لازم را از طریق سرمایه‌گذاری خارجی جذب کرد، تمامی هزینه‌های اولیه تاسیس و بهره‌برداری از پروژه نیز به عهده سرمایه‌گذار است.
در ازای تعهد سرمایه‌گذار به تامین مالی و تجهیزاتی پروژه، کشوری که از مساعدت شرکت سرمایه‌گذار در زمینه تاسیس، بهره‌برداری یا توسعه پروژه خود استفاده می‌کند، متعهد می‌شود که پس از به اتمام رسیدن فرایند ساخت پروژه، از طریق فروش محصولات و سود حاصل از بهره‌برداری پروژه، تمام هزینه‌های سرمایه‌گذاری اولیه و بخشی از سود سرمایه را طبق توافق به طرف سرمایه‌گذار، بپردازد.
این نوع قراردادها، در حال حاضر در سطح بین‌المللی بسیار رایج هستند، چرا که کشورهای مختلف جهان، به ویژه کشورهای در حال توسعه و دارای قدرت پایین اقتصادی و ظرفیت‌های محدود تجاری، با هدف توسعه صادرات خود از طریق به روز کردن فناوری‌های خود در زمینه تجارت و جذب سرمایه، سعی دارند تا قراردادهای مذکور را با کشورها و شرکت‌های خارجی توانمند و توسعه‌یافته درحوزه‌های مختلف منعقد کنند.

## استفاده از قرارداد بیع متقابل در ایران
قراردادهای بیع متقابل در کشور ایران، بیشتر در حوزه انرژی و فعالیت‌های نفت و گاز، استفاده می‌شوند؛ به دلیل آنکه دست یافتن به سرمایه خارجی و داشتن تخصص موردنیاز برای اقدامات پرهزینه و پیچیده‌ای مانند استخراج نفت و گاز، از عناصر ضروری بهره‌برداری از ظرفیت این منابع محسوب می‌شوند.
به زبان ساده‌تر می‌توان ادعا کرد که در زمینه استخراج‌های کلان نفت و گاز، دسترسی به فناوری و تجهیزات پیشرفته مساوی با توسعه و پیشرفت در زمینه صادرات انرژی، ارزآوری و در یک کلام، رشد اقتصادی کشور است.
کشور ایران در اوایل دهه ۷۰ که با مشکلات تجهیزاتی و سرمایه‌های در زمینه استخراج انرژی به ویژه نفت خام دست‌به‌گریبان بود، با استفاده از ظرفیت قراردادهای بیع متقابل توانست با جذب سرمایه و خدمات و تجهیزات مورد نیاز، استخراج نفت خود را تا حد بسیار زیادی بهبود ببخشد.
از نمونه‌های معروف این قراردادها در ایران می‌توان به قراردادهای بیع متقابل مابین ایران و شرکت‌های خارجی مانند شرکت شل و شرکت توتال در زمینه تامین تجهیزات اکتشافات نفتی و احداث و توسعه میادین نفتی اشاره کرد.

## مزیت قرارداد بیع متقابل
این نوع قراردادها، در شرایط ویژه‌ای مانند زمان تحریم‌های اقتصادی، می‌توانند موجب انتقال سرمایه و فناوری و درصورت توافق، انتقال آموزش‌های فنی به نیروی انسانی کشورهای تحت تحریم شوند.
قراردادهای بیع متقابل برای طرفین آن مزایایی مانند سهولت بازاریابی و بهره‌گیری از فرصت‌های تجاری دوسویه را همراه دارد. همچنین این قراردادها، تسلط شرکت خارجی بر منابع داخلی یک کشور را به همراه ندارد چرا که تاسیس و بهره‌برداری پروژه، تحت مدیریت و نظارت کامل کشور میزبان صورت می‌گیرد و کشور سرمایه‌گذار، صرفاً مقدمات تاسیس و بهره‌برداری تا مرحله کلید زدن پروژه را برعهده می‌گیرد و پس از آن به موجب قرارداد، هیچ حق و ادعایی در خصوص مالکیت پروژه احداث شده را ندارد.
به بیان دیگر، هدف قراردادهای بیع متقابل، آنگونه که در صنایع نفتی ایران منعقد و به کار گرفته‌شده‌اند، تضمین حاکمیت دولت بر منابع ارزشمند نفت و گاز و حفظ نظارت دولت بر عملیات‌های استخراج و بهره‌برداری این منابع، همگام با بهره‌مندی از سرمایه و فناوری پیشرفته و خدمات خارجی است.
به‌طور مثال یکی از بندهای قراردادهای بیع متقابل که در حوزه نفت به چشم می‌خورد، صراحتاً اعلام می‌دارد که شرکت ملی نفت ایران، به شرکت نفت خارجی اجازه می‌دهد تا عملیات توسعه را از طرف و به نام شرکت ملی نفت ایران و نه به عنوان یک شریک یا مالک پروژه اجرا کند.

### خیانت شرکت‌های خارجی در این قراردادها
در قرارداد بیع متقابل با شرکت توتال، این شرکت پس از چند سال همکاری با ایران به یکباره از ایران رفت و تمام اطلاعات به دست آورده از میدان گازی پارس جنوبی را به قطر برد و به همراه شرکت شلمبرژر به ایران نقشه اشتباهی از لایه گازی پارس جنوبی داد تا از لایه گازی که در ایران قرارداشت برداشت کند نه لایه مشترک گازی با قطر. در همان قرارداد وسایل و تجهیزات مورد نیاز خود را به قیمتی که خود می‌خواست تعیین می‌کرد و علاوه بر پول تجهیزات بهره آن را هم از شرکت ملی نفت می‌گرفت. کارشناسان معتقدند اگر در زمان دولت هفتم و هشتم به وزارت نفتی بیژن زنگنه این قراردادها محرمانه نمی‌بود خسارات کمتری به ایران تحمیل می‌شد. خسارت‌ها زمانی بیشتر شد که نیمی از اکتشاف و توسعه میادین کشور به شرکت نروژی استات اویل داده شد در حالی که این شرکت در کشور خود تنها سهم ۲۹ درصدی داشت.
سال ۲۰۰۳ میلادی خبرگزاریهای نروژی از پرداخت رشوه به طرف ایرانی برای عقد این قرارداد خبر دادند. سال ۲۰۰۴ میلادی متهمین در نروژ محکوم شدند و اداره مبارزه با فساد نروژ استات اویل را به دلیل بهره‌برداری از اعمال نفوذ نامشروع ۲۰ میلیون کرون جریمه کرده و کارمندان خاطی اخراج شدند اما در ایران به دلیل نفوذ برخی مسئولین وقت معلوم نشد چه کسانی رشوه گرفته‌اند تا نیمی از صادرات نفت در اختیار این شرکت قرار بگیرد. برخی نام مهدی هاشمی رفسنجانی جزو عناصر اصلی این قرارداد می‌دانند.
بر طبق قراردادهای جدید نفتی IPC اکتشاف، تولید، توسعه، بهره بردای و فروش نفت و مالکیت مخازن به مدت ۲۵ سال به عهده طرف خارجی خواهد بود. ۵۰ درصد محصول از آن شرکت‌های خارجی خواهد بود. ایران به هر دلیلی (درخواست اوپک و...) برای افزایش یا کاهش برداشت باید از طرف خارجی اجازه بگیرد.

## انتقادها به فرایند طراحی قرارداد
کمیته‌ای در اوایل دولت یازدهم موسوم به کمیته بازنگری قراردادهای نفتی در حاشیه فعالیت‌های اصلی دولت و در سکوت رسانه‌ای تشکیل شد تا کار تهیه و تدوین این قراردادها را به عهده بگیرد و مسئول این کمیته از طرف وزیر نفت مهدی حسینی تعیین شد اما اعضای این کمیته برای رسانه‌ها مشخص نشد. در طراحی این قرارداد شرکت‌های خارجی توتال، بی‌پی، Repsol و دو شرکت حقوقی انگلیسی شرکت داشتند. در طراحی برخی کارشناسان معتقدند که این مدل قراردادی از اسناد و امتیازات پشت صحنه برجام است چرا که آمریکایی‌ها و فرانسوی‌ها از فشارهای خود در مذاکرات کوتاه بیایند. متن قرار دادهای جدید نفتی علی‌رغم تأکید اصل ۷۷ قانون اساسی جمهوری اسلامی ایران هیچگاه در اختیار نمایندگان مجلس و دیگر منتقدین قرار نگرفت. برخی از قراردادها و امور دولت یازدهم مانند پیوست‌های برجام، قرارداد با پژو فرانسه، برخی آمارهای اقتصادی دولت این قراردادها هم مهر محرمانه بر آن خورد.

### عقب‌نشینی نسبی دولت
در تاریخ ۱۱ آبان ۱۳۹۴ ه. ش دولت مصوبه‌ای دارد که چارچوب آی.پی.سی. را در ۱۵ ماده مشخص می‌کند. این مصوبات برخلاف متن اصلی قرارداد در اختیار خبرگزاری‌ها قرار گرفت. پس از انتقادات بر این قرارداد و تأکید رهبر انقلاب ایران در دیدار دانشجویی در سال ۱۳۹۵ ه. ش مبنی بر اصلاح این قرارداد دولت مصوبه جدیدی با ۵ ماده ارائه کرد و مدعی اصلاح آن شد اما منتقدان معتقدند هنوز اشکالات اصلی آن پابرجاست.

## نظارت مجلس
علی رغم تأکید اعضای کمیسیون انرژی مجلس شورای اسلامی نهم مبنی بر در اختیار گذاشتن اصل قرارداد مجلس و محرمانه نبودن این قرارداد برای نمایندگان، دولت با این توجیه که متن آن محرمانه است و نمی‌توان متن قرارداد نفتی را در اختیار گذاشت از پاسخ به نمایندگان و در اختیار گذاشتن متن قرارداد به هیئت تطبیق قوانین زیر نظر رئیس مجلس طفره رفتند.
مرکز پژوهش‌های مجلس با انتشار تصویر ۷ نامه در تارنمای خود مدعی شده که در سه مرحله از وزارت نفت درخواست ارائه کامل مدارک قراردادها و مستندات مربوطه را ارائه کرده و هنوز نیز وزارت نفت به این درخواست رسیدگی نکرده‌است.

## نظرات منتقدان
منتقدان معتقدند با این قرارداد نقض حاکمیت ملی، سیاسی و اقتصادی از طریق در اختیار گذاشتن منابع هیدروکربنی برای دوره‌های طولانی رخ خواهد داد و عملاً ایران را به دوران قبل از ملی شدن نفت در دوران محمد مصدق خواهد برد. برخی از منتقدین می‌گویند مهندسان ایرانی همان‌طور در شرایط مختلف جنگ و تحریم توانستند از مخازن بهره‌برداری کنند الان نیز می‌توانند چنین کاری انجام دهند و نمونه‌هایی برای آن ذکر می‌کنند:
- بهره‌برداری از مخازن نفت در زمان تحریم جنگ تحمیلی
- بازسازی پالایشگاه‌های تهران، تبریز و آبادان
- اولین میادین استان فارس (سروستان و سعادت آباد) از سال۱۳۸۵ ه. ش با مهندسین ایرانی توسعه پیدا کرد و تولید آن در سال ۱۳۹۱ ه. ش به ۲۱۰۰۰ بشکه در روز رسید. تمام مراحل بهره‌برداری یعنی شیرین سازی، نمک زدایی، تقویت فشار گاز و پمپاژ نفت توسط مهندسان ایرانی در مجمتع دست بالا انجام گرفت.
- شروع توسعه میدان نفتی آبان در سال ۱۳۸۸ ه. ش بود و در سال ۱۳۹۱ ه. ش به بهره‌برداری رسید. تمام مراحل بالادستی حتی اکتشاف به دست نیروهای ایرانی انجام شد و به تولید ۷۵۰۰ بشکه در روز رسید.[۶]

رستم قاسمی وزیر اسبق نفت در مصاحبه‌ای در سال ۱۳۹۲ه. ش اظهار داشته در زمان وزارت او فازهایی که در اختیار شرکت‌های ایرانی بود در مدت ۳۵ ماه به پیشرفت‌های زیر رسیده‌است:
- پیشرفت فاز ۱۹ که معادل ۲ فاز است، ۶۲ درصد
- پیشرفت فاز ۱۳ نیز که معادل ۲ فاز است ۶۲ درصد پیشرفت فازهای ۲۴ تا ۲۲ که دو فازی ۶۲٫۵ درصد
- پیشرفت فاز ۱۴ که معادل ۲ فاز است ۵۰ درصد و پیشرفت فازهای ۲۱–۲۰ نیز در حال حاضر ۵۰ درصد است

در مقابل فازهایی که در سال‌های قبل از او و در دوران غیر تحریم در اختیار شرکت‌های بزرگ مثل Total و Shell قرار داشته به قرار زیر بوده:
- فازهای ۴ و ۵ حدود ۶۰ ماه
- فازهای ۲ و ۳ حدود ۶۸ ماه
- فازهای ۶، ۷ و ۸ حدود ۸۲ ماه
- فازهای ۹ و ۱۰ نزدیک به ۷۲ ماه طول کشید.[۲۱]

کارشناسان و مدیران مناطق نفتخیز جنوب اعلام کردند که ما این قراردادها را اجرا نمی‌کنیم و طی نامه‌ای به وزیر نفت اعلام کردند در صورت اجرای این قراردادها همه با هم استعفا می‌دهیم.